# Luis Michael Dörrbecker
Luis Michael Dörrbecker (ur. 9 stycznia 1993 roku w Gifhorn) – meksykański kierowca wyścigowy.

## Kariera
Dörrbecker rozpoczął karierę w wyścigach samochodowych w 2009 roku od startów Skip Barber Southern Regional Series, gdzie zdobył tytuł wicemistrza serii. W późniejszych latach Meksykanin pojawiał się także w stawce Formula VEE Mexico - Novatos, Latam Challenge Series, BFGoodrich / Skip Barber National Presented by Mazda, Włoskiej Formuły Renault 2.0, Turismos de Resistencia, México - Gran Turismo Turbo (GTT), Alpejskiej Formuły Renault 2.0, Włoskiej Formuły Abarth oraz Formuły Acceleration 1.